# Nihilistic Estrangement
Nihilistic Estrangement — десятый студийный альбом итальянской блэк-дум-метал-группы Forgotten Tomb, выпущенный 8 мая 2020 года на лейбле Agonia Records. Альбом был записан в декабре 2019 года в студиях Elfo Studio и Big Pine Creek; сведён в январе 2020 в студии Elfo Studio. Альбом записывался на винтажные микрофоны 60-х/70-х годов и на инструменты начала 80-х годов.

## Список композиций
| №                   | Название                  | Длительность |
| ------------------- | ------------------------- | ------------ |
| 1.                  | «Active Shooter»          | 8:32         |
| 2.                  | «Iris' House Pt. I»       | 5:21         |
| 3.                  | «Iris' House Pt. II»      | 6:14         |
| 4.                  | «District³»               | 6:02         |
| 5.                  | «Nihilistic Estrangement» | 8:43         |
| 6.                  | «RBMK»                    | 5:48         |
| Общая длительность: | Общая длительность:       | 40:40        |

## Участники записи
- Ferdinando Marchisio — вокал, гитара
- Alessandro Comerio — бас-гитара
- K.N. Rossi — ударные